# Essa Gostosa Brincadeira a Dois
Essa Gostosa Brincadeira a Dois é um filme brasileiro de 1974 do gênero comédia romântica, dirigido por Victor di Mello, e com roteiro de Dilma Lóes e Cláudio MacDowell.

## Sinopse
Beth, rompendo as relações com a mãe, vai morar com Carlos, rapaz inseguro e instável, que vive sem trabalho. A ligação dos dois é apenas platônica e estão sempre brincando, seja quando Carlos faz Beth passar como stripper de boate ou quando entram como penetras numa festa. Nessa festa, Beth conhece Cláudio, que lhe sugere tornar-se atriz. Ela viaja para Salvador com Carlos, e lá, numa praia, conhecem Angélica, uma hippie. Beth surpreende Carlos em intimidade sexual com Angélica e, chocada, resolve voltar ao Rio de Janeiro. É, então, procurada por Cláudio para atuar como go-go girl.

## Elenco
- Carlo Mossy .... Carlos
- Vera Fischer .... Lígia
- Dilma Lóes .... Beth
- Cléa Simões .... Edith
- Andrew di Negri .... Cláudio
- Lídia Matos .... Mãe de Beth
- Cláudio Oliani .... Afonso
- Tereza Trautman .... Angélica
- Fátima Braun
- Mariana
- Kaethe Bremer .... Anfitriã da festa chique
- Alexandre Pires
- Uracy de Oliveira
- Célia Maracajá
- Ivan de Almeida
- Benedito de Miranda Araújo
- Chacrinha

## Curiosidades
- Público: 126.068 pessoas
- Locações em Salvador, BA e Rio de Janeiro, RJ.